# Kalaa
Kalaa (également appelée Kalâa des Beni Rached) est une commune de la wilaya de Relizane en Algérie.
Ville historique berbère importante située dans les monts des Beni-Chougrane et réputée pour ses activités marchandes et artisanales notamment le tapis de Kalaa Béni Rached, elle a connu un déclin important depuis la période coloniale.

## Toponymie
Le nom historique de la localité est Kalâa des Beni Rached, elle était également dénommée Houara.
L'ancien nom Qalaat Hawwara, signifiait la « Forteresse des Houaras », importante tribu berbère qui vivait dans la région. Le nom moderne signifie également forteresse : « Forteresse des Bani Rached ».

## Géographie

### Situation
Kalaa est située dans le sud-ouest de la wilaya de Relizane, dans les monts des Beni-Chougrane, à 34 km au nord-est de Mascara, à 18 km d'El Bordj et à 35 km au sud-ouest de Relizane, au sud-est d'Oran.
Elle est située sur un promontoire rocheux de 500 m, relié à l'est au djebel Berber et dispose d'un site défensif remarquable dominant d'importantes voies stratégiques et économiques.
|                               | Sidi Saada                                |           |
| (wilaya de Mascara) Sedjerara | Kalaa                                     | Aïn Rahma |
|                               | (wilaya de Mascara) El Bordj, El Menaouer |           |

### Climat
Le climat à Kalaa est chaud et tempéré. En été les pluies sont moins importantes qu'elles ne le sont en hiver. La classification de Köppen est de type Csa. La température moyenne  est de 16,8 °C. La pluviométrie annuelle moyenne dépasse les 400 mm.

### Localités
En 1984, la commune de Kalaa est constituée à partir des lieux-dits suivants :
- Kalaa
- Semmar
- Derdja
- Azaïzia
- Beni Hacheur
- Henacheria
- Mesrata
- Keddia
- Debba

## Histoire

### Moyen Âge
Kalaa est historiquement une ville berbère importante dans le territoire de la tribu des Beni Rached ; Ibn Khaldoun s'y est réfugié. Elle s'est affirmée depuis le milieu du Moyen Âge et 
a joué un rôle important dans son cadre régional en tant que centre d'artisanat et foyer de culture. Le fond local zénète, s'est successivement enrichi par les Houaras venus de la Tripolitaine au IXe siècle, et les Beni Rached arrivés du djebel Amour à partir du XIIe siècle.
Al-Yaqubi est le premier à parler de Kalâa dans son ouvrage Le livre des Pays qui date de la fin du IXe siècle, il décrit Kalaa : « village de Djabal », située sur l'axe routier Tahert-Yellel, « principauté » de la tribu berbère des Howwara. Au XIe siècle Al-Bakri, insiste sur les fonctions agricoles et stratégiques de Kalâa: « Non loin de là est Kalaat Howara (château des Howara), nommé aussi Tacagdalt [...] ce fort bâti sur une montagne est entouré d’arbres fruitiers et de champs cultivés ».
La ville dépendit ensuite des Zianides, puis des Mérinides, Léon l’Africain la décrit comme une ville forte avec une quarantaine de maisons d’artisans et de marchands.

### Période moderne
En 1518, le roi zianide Abu Hamu Musa III, pris en étau entre les Espagnols installés à Oran et les Ottomans qui arrivent de l'Est, prend la Kalâa des Beni Rached et tue Ishaq le frère d'Arudj Barberousse. Puis, les forces militaires ottomanes l'utilisent comme citadelle et fortification. Elle devient le siège d'une administration régionale, sur la route de Mazouna-Mascara, entre le Khalifalit Ech-Cherq (partie orientale de l'Oranie) et le Khalifalit el Gherb (partie occidentale). Elle connaît le développement de l'artisanat, du commerce et des activités culturelles et religieuses. Elle compte de nombreux oulémas et écrivains tels que Si Sebbagh, auteur de nombreux manuscrits, Sidi Ahmed Benyoucef, auteur de nombreux dictons satiriques et autres juristes et conseillers des beys. 

Les provinces de la Régence d'Alger

Les marchands de Kalaa étaient connus dans tout beylik de l'Ouest, pour être d'habiles marchands spécialisés dans le commerce de colportage et de talentueux artisans. Lors du siège d'Oran à partir de 1784, le bey Mohamed el-Kebir accorde à ces derniers l'autorisation de pouvoir commercer avec les Espagnols à certaines conditions et à un endroit précis. Pour cet effet, les gens de Kalaa avaient commencé à construire leurs premières maisons et boutiques, cet endroit prend depuis le nom de plateau des Kalaïa, ce faubourg d'Oran est à l'origine du quartier Mdina Jdida.
Au début du XIXe siècle, la cité compte 2 500 à 3 000 habitants, elle se situe parmi les petites villes de l'Algérie précoloniale à l'instar de Mazouna et Nedroma. Sa population est composée d'environ 70% de hadars et une minorité de koulouglis.

### Contemporaine
La ville est déchue à l'époque coloniale et se dépeuple, elle subit un déclin et une désorganisation plus intense que les autres villes précoloniales de l'Algérie. La localité est rattachée à la commune mixte de Mina, avant de disposer d'un centre municipal en 1948. Sa population passe de 3 558 habitants en 1866 à 7 242 habitants en 1948. Depuis le début du XXe siècle, sa population n'a cessé d'émigrer à la suite de l'effondrement de l'artisanat et des graves déséquilibres, le dépeuplement de la ville précoloniale s'accélère, et devient désormais un simple bourg rural.
À l’époque contemporaine, elle est restée le siège de plusieurs industries, telles que le tissage des tapis, la tannerie, la cordonnerie, la sellerie, la forge et le corroyage.

## Démographie
Selon le recensement général de la population et de l'habitat de 2008, la population de la commune de Kalaa est évaluée à 11 659 habitants contre 9 915 en 1998.
| 1866  | 1948  | 1998  | 2008   |
| ----- | ----- | ----- | ------ |
| 3 552 | 7 242 | 9 915 | 11 659 |

## Économie

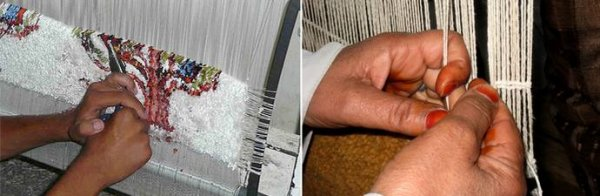
Tissage du tapis de Kalaa Béni Rached.

La région est connue pour le tissage du tapis. Le tapis de Kalaa Béni Rached remonte aux premières années ayant suivi l'édification de la citadelle de Béni Rached. Certains[Qui ?] affirment que les premiers tapis remonteraient à la chute de Grenade en 1492 et l'arrivée à El Kalaa des premiers artisans musulmans ayant fui l'Andalousie. En effet, le tapis de la Kalaa de Béni Rached se distingue par son tissage en nœuds dit (Makhmali) inspiré du style andalou maghrébin, où se mêlent des influences berbères (Djebel Amour), espagnoles et orientales. Il était un élément incontournable du trousseau de la mariée.
Elle a été aussi célèbre par ses fabrications de burnous et pour d'autres activités artisanales notamment la poterie, la tannerie et le travail du doum.

## Culture et patrimoine

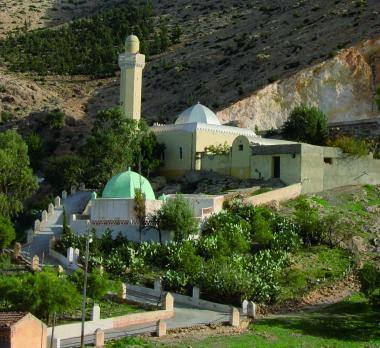
Mosquée de la Kalaa de Beni Rached

Kalaa se distingue par ses venelles et étroites ruelles, son cimetière ottoman et sa vieille mosquée construite en 1734 par le Bey Bouchelaghem (Bey de Mascara). Elle abrite également quelque 366 coupoles et mausolées de ses nombreux saints patrons.
En 2020, la cité a été classée secteur sauvegardé. Un habitant a créé deux modestes musées dans lesquels sont exposés de vieux manuscrits, des ustensiles, des armes, des pièces historiques, des costumes traditionnels et des instruments de tissage utilisés dans la fabrication du tapis de Kalaa. Certaines de ces pièces datent de 5 siècles.
En outre, des instruments préhistoriques, des restes de poterie et des ossements ont été découverts à l'intérieur de la grotte Mesrata.

## Personnalités liées à Kalaa
- Bouzian El Kalaï, bandit d'honneur originaire de la ville.
- Mustapha Bouchelaghem, bey de l'Ouest, descend d'une famille de notables de la ville.
- Sidi Ahmed Benyoucef, saint musulman, auteur de dictons satiriques, y est né[15].
- Sidi El Houari

## Référencement